# Північний полюс-2
Північний полюс-2 (Северный полюс-2, СП-2, Точка-36) — друга радянська науково-дослідна дрейфувальна станція. Станція була відкрита 2 квітня 1950 року. Закінчила дрейф 11 квітня 1951 року. Пройшла по прямій 650 км, в цілому - 2060 км.  Начальник експедиції — М. М. Сомов

## Підготовка
Навесні 1950 року океанолога М. М. Сомова призначили начальником дрейфуючої станції «Північний полюс-2». Підготовка і робота станції проходила в умовах найсуворішої секретності. Планувалося, що Арктика повинна була стати театром військових дій і в умовах холодної війни між СРСР і Америкою, і в третю світову війну. Керівником польотів був призначений Герой Радянського Союзу М. В. Водоп'янов. Крижину, що задовольняла всім вимогам, відшукав полярний ас В. М. Перов. Це місце на мапі було позначено "Точка-36".

## Висадка
1 квітня 1950 року в район Північного полюсу відносної недосяжності (на північ від Чукотського моря) полярні льотчики доставили першу групу учасників дрейфуючої станції на чолі з М. М. Сомовим. У групі були радист К. М. Курко, океанограф З. М. Гудкович, кригодослідник І. Г. Петров. На крижині розміром 3000 × 2400 м з координатами 76° 02' північної широти і 166° 30' східної довготи була створена злітно-посадкова смуга. У перший же день в центрі майбутнього табору встановили намет, в ньому змонтували радіостанцію, підняли антену і станція почала передавати метеозведення. Наступними рейсами літаків прибули на станцію інші учасники експедиції. Як і на станції "Північний полюс-1", учасники експедиції жили в наметах.

## Дрейф
За пропозицією Сомова влітку злітно-посадкова смуга була вирівняна шляхом штучного регулювання танення. Влітку на буграх розстеляли чорні полотнища, які інтенсивно поглинали сонячне тепло і прискорювали танення криги. Зниження між буграми після спуску талої води під кригу засипали снігом та уламками криги, затримуючи тим самим танення. А восени, коли настали морози, смуга була залита водою. Як тільки було отримано повідомлення про те, що залита водою злітно-посадкова смуга замерзла, 25 жовтня з мису Шмідта вилетіли два літаки під командуванням Б. С. Осипова і М. А. Тітлова. На літаку Осипова летіли Водоп'янов, майбутній керівник станції СП-3 А. Ф. Трьошников і лікар В. Г. Волович. Через секретність рідним не можна було нічого про себе повідомити, бо радіограми дозволялися тільки службові, через шифрувальника. 
В історії станції було чимало критичних моментів. Одного разу в наметі радистів сталася пожежа. Черговий намагався гасити вогонь водою, черпаючи її відром з сніжниці, але марно. У наметі вибухнули бачок з бензином і патрони. Коли прибігли учасники експедиції, намет і радіостанція згоріли. У станції тепер не було зв'язку, а без радіопеленгів знайти станцію з літака було практично неможливо. Але радист Курко, механік Комаров і аеролог Канакі із запасних деталей і залишків колишньої рації за кілька днів зібрали нову. Зв'язок був відновлений. 
Робота станції «СП-2» планувалася на півроку — до осені 1950 року. Але, з огляду на важливість подальших спостережень, було вирішено продовжити дрейф ще на півроку — до весни 1951 року. 
Листопад, грудень і січень протекли відносно спокійно. Проте 4 лютого 1951 років через табір пройшли дві тріщини. Через розходження крижин були порвані розтяжки щогли вітродвигуна і радіощогл. Вітродвигун при ударі об лід розбився, радіощогли впали. Зв'язок з Великою землею перервалася. Але незабаром радіощогли були підняті, зв'язок відновлено і наукові спостереження тривали.
У ніч на 13 лютого торошення криги посилилося, почастішали поштовхи. Тріщини в таборі, до цього часу замерзлі, знову розійшлися. Приблизно в 100 метрах від табору виник вал торосів заввишки до 6-7 метрів. Та нарешті стиснення криги припинилося. Табір майже впритул оточували тороси і тріщини. Життєво необхідне майно перенесли па сусідній, найбільш великий уламок крижини. 18 лютого вал торосів знову ожив. Наступаючи на табір, він зупинився впритул біля кают-компанії. Довелося перебратися на більш безпечну крижину.
Люди оселилися в двох наметах. Ще восени на станцію була доставлена автомашина ГАЗ-67Б. Прорубавши проходи в грядках торосів, за допомогою автомашини перебазувалися на іншу крижину. Зруйновані намети залишили в старому таборі. У новому таборі швидко відновили всі види спостережень. Сомов і Комаров далеко від табору вибрали злітно-посадкову смугу для лижних літаків. На початку квітня розпочалася евакуація станції. 11 квітня 1951 року останнім залишив крижину М. М. Сомов.

## Підсумки
Середня швидкість дрейфу склала 6,9 кілометра на добу За 376 днів роботи станція пройшла по прямій 650 кілометрів, а сумарна відстань, пройдена за час роботи станції — 2600 км. За час діяльності станції на крижині побувало 58 осіб, 71 раз сідали літаки, завезено 96 тон вантажів. Було отримано величезний обсяг наукових даних. 
За мужність і героїзм, проявлені на станції «Північний полюс-2», в 1952 році М. М. Сомову було присвоєно звання Героя Радянського Союзу, а його товариші по дрейфу були нагороджені орденами. Гриф секретності з "СП-2" був знятий після того, як ТАСС оголосив про роботу станції "Північний полюс-3". Природно, постало питання:
а де ж "Північний полюс-2"?

## Особовий склад
• Сомов М. М. — начальник станції 
• Гудкович З. М. — океанолог 
• Дмитрієв А. І. — океанолог 
• Петров І. Г. — кригодослідник 
• Яковлєв Г. Н. — кригодослідник 
• Міляєв Н. А. — геофізик 
• Нікітін М. М. — океанолог 
• Чуканін К. І. — метеоролог 
• Канакі В. Г. — аеролог 
• Благодаров В. Є. — аеролог 
• Зайчиков П. Ф. — аеролог 
• Рубінчік М. Є. — магнітолог, астроном 
• Комаров М. С. — механик 
• Яцун Е. П. — кінооператор 
• Волович В. Г. — лікар-повар 
• Чуканін К. И. — метеоролог 
• Погребников М. М. — аэролог 
• Курко К. М. — радист 
• Щетінін Г. Е. — радист 